# 埃丝特·布兰德
埃丝特·布兰德（1922年9月29日—2015年6月20日），旧姓范希尔登（van Heerden），南非女子田径运动员。她曾代表南非参加1952年夏季奥林匹克运动会田径比赛，获得一枚金牌。